# 岡田康志
岡田 康志（おかだ やすし、1968年〈昭和43年〉 - ）は、日本の分子生物学者、医師。生物物理学や細胞生物学、一分子生物学、バイオイメージインフォマティクスの研究に従事し、キネシンが分子一つで動くことを発見。オリンパスと共同で、高速・高分解能なスピニングディスク超解像顕微鏡法も開発した。2017年に文部科学大臣表彰科学技術賞（開発部門）を受賞。2019年には塚原仲晃記念賞も受賞。
東京大学の廣川信隆の下で研究を開始し、2011年より理化学研究所生命システム研究センター（QBiC）で細胞極性統御研究チームのチームリーダー（2018年に生命機能科学研究センター（BDR）に組織再編）。2016年5月からは東京大学大学院理学系研究科物理学専攻・教授を兼任。同研究科生物科学専攻連携教授や大阪大学大学院生命機能研究科の連携教授も務め、2020年からは東京大学大学院医学系研究科の細胞生物学教室教授も兼任。
東京大学国際高等研究所ニューロインテリジェンス国際研究機構の主任研究者、科学研究費助成事業・新学術領域研究（研究領域提案型）「情報物理学でひもとく生命の秩序と設計原理」領域代表者、科学技術振興機構CREST「データ駆動・AI駆動を中心としたデジタルトランスフォーメーションによる生命科学研究の革新」研究総括を歴任。

## 来歴

### 幼少期
大阪府で生まれ育った。実験遊びのようなことや作ったり壊したりするのが好きだったといい、幼稚園のころから毎月発売される学研の図鑑を隅から隅まで読んでいたという。製薬会社に勤めていた父親から渡されたpH試験紙で家のまわりのものを次々と試していたといい、そのおかげで幼稚園のころからpH7が中性で、それより小さい数値だと酸性、大きいとアルカリ性だというのを知っていたと述懐している。

### 灘中学校・高等学校時代
灘中学校・高等学校に進学。大阪の自宅から灘までの電車通学時には本を読むしかなかったといい、高校時代はランダウ・リフシッツ『力学』（理論物理学教程の一冊）や『ファインマン物理学』を読み、30万ページの読書をこなしたという。また、受験と関係ない数学の勉強をしていたといわれ、遊ぶ時間を確保するために休み時間に宿題や勉強をしていたこともあるという。

### 東京大学教養学部時代
1987年、東京大学理科三類に入学。入学の理由は、入学時に学部を決める必要がなく、1－2年生の前期課程は駒場の教養学部に属して、2年の後期にそれまでの成績で学部・学科を決める「進振り（進学振分け）」という制度があり、理科三類であれば、成績に関係なくどの学部にも行くことができた事からだという。理科三類では月曜から土曜日まで全コマを埋め、第2外国語のドイツ語に加えてフランス語、ラテン語、ギリシャ語も受講したと振り返っている。

### 東京大学医学部・廣川研究室時代
医学部へ進むか理学部生物化学科へ進むか迷うが、大隅良典らの助言もあり、東京大学医学部へ進学する。医学部の講義をさぼりながら物理や応用物理といった他学部の講義も聴講していたという。「筋肉の収縮」に興味を持ち廣川信隆の研究室に出入りするようになり、1993年に学部を卒業した後は博士課程に進学。1994年には日本学術振興会特別研究員に採択。博士課程途中の1995年から助手を務める。
岡田は一つ一つの分子が実体としてどのような物理的動作をしているのかを特殊な光学顕微鏡を使用して可視化する分子モーターの研究に取り組む（一分子生物学）。従来二つの分子モーター・キネシンが二足歩行のように動いているというのが定説だったところ、岡田は分子一つで動く場合があることを突き止めた。これには数年を費やし、他のことをやるようにと廣川に苦言を呈されながらの成果だった。
2005年頃には指導する大学院生とともに、キネシン2・線毛・鞭毛の働きによって心臓が左右反対になる原理を解明する（内臓逆位も参照）。岡田は『The motility mechanism of the single-headed kinesin motor, KIF1A』 （和文題名『単頭型キネシンモーターKIF1Aの運動機構』）のテーマで博士論文をまとめ、2011年に論文博士で学位を取得した。

### 理化学研究所チームリーダー時代
2011年、理化学研究所生命システム研究センター細胞極性統御研究チームリーダーとなり、大阪大学大学院生命機能研究科招へい教授も兼務。｢細胞内極性輸送の制御機構｣ ｢細胞骨格・細胞内輸送の超解像ライブイメージング手法の開発｣｢個体内での細胞骨格・細胞内輸送の高分解能イメージング技術の確立とそのための個体内ゲノム操作技術の開発｣といった研究に取り組む。
2015年にはオリンパス株式会社と共同で、約100ナノメートルの空間分解能と10ミリ秒の時間分解能を持つ超解像蛍光顕微鏡を実現。これは「スピニングディスク超解像顕微鏡法」と名付けられた。これまでの超解像度顕微鏡の100倍の速度であり、世界一のシャッター速度を実現したとされた。

### 東京大学教授時代（理化学研究所兼務）
理化学研究所のチームリーダーと兼務のまま、2016年5月、東京大学大学院理学系研究科物理学専攻・教授に着任。2017年10月に設置された東京大学国際高等研究所ニューロインテリジェンス国際研究機構にも主任研究者として参加している。さらに東京大学大学院理学系研究科生物科学専攻・教授も兼任し、同研究科の生物普遍性研究機構でも計測部門のメンバーを務めている（2020年現在）。
2019年には、岡田が領域代表を務める新学術領域研究（研究領域提案型）の科研費研究「情報物理学でひもとく生命の秩序と設計原理」が採択される。「生命現象の情報物理学」の確立を目指したもので、期間は5年間。3つのグループによる7件の計画研究と25件の公募型研究が展開され、領域全体の経費は採択段階の資料で11億5千10万円。岡田自身は「ゆらぎと応答の基本限界から探索する生体分子の設計原理」のテーマを担当している。
2020年、東京大学大学院医学系研究科 分子細胞生物学専攻の教授に就任し、細胞生物学・解剖学講座で細胞生物学を担当している。また、理化学研究所では、連携講座の招へい教授として大阪大学の大学院生を受け入れている。さらに2021年からは、科学技術振興機構CRESTの戦略目標「『バイオDX』による科学的発見の追究」における「データ駆動・AI駆動を中心としたデジタルトランスフォーメーションによる生命科学研究の革新」の研究総括を務めている。
2023年時点で理化学研究所生命機能科学研究センターチームリーダー、東京大学大学院医学系研究科分子細胞生物学専攻教授、東京大学大学院理学系研究科物理学専攻教授。東京大学生物普遍性研究機構計測部門や東京大学ニューロインテリジェンス国際研究機構に所属し、CREST研究統括も務める。2024年10月から理研の生命機能科学研究センターの副センター長を務める

## 人物・エピソード
学会誌の巻頭言では廣川研究室時代を振り返って「与えられたテーマだけでなく，いろいろ好き勝手に遊ばせて貰えていた．遊びから始まった結果が発展して大きな成果も幾つか生まれた」と述懐しており、若い人へのメッセージを求められた際には「学生を見ていると、みんなすごく慎重に先のことを考えるんやね」「石橋を叩くように慎重に考えて選ぶんじゃなくて、もっと軽いノリでアレ、コレ、ソレって無節操に手を出して、いろいろやっているうちにおもしろいことと出会えることもあるでしょう」と語っている。自身の研究室ではGoogleの20%ルールを参考にした「エフォートの20%くらいは遊ぼう」を提案していたという。
中学1年の時にIQテストで162を記録。中学3年の時には駿台東大入試実戦模試で理科三類のA判定を受ける。高校1年の時には駿台東大入試実戦模試で2位、2年および3年時には1位となり、3年時は全科目1位であった。メディアからは「灘史上最高の秀才」や「東大史上最高の天才」と呼ばれることがある。中学時代からの同級生である上昌広は、岡田は読書量が尋常ではなく難解な本を読んでいたと述懐するとともに、「彼は自分のレベルが突出しすぎて周囲に恐縮しているように見えることもあり、ある意味、可哀想でした」と語っている。

## 主な受賞歴
- 2017年 - 平成29年度 文部科学大臣表彰 科学技術賞（開発部門）「共焦点顕微鏡をベースとした超解像顕微鏡の開発」[8][10][注 8]
- 2019年 - 第34回 塚原仲晃記念賞「超解像顕微鏡による神経細胞軸索輸送の研究」[11]
- 2024年 - 第16回 中谷賞 大賞「一分子・超解像蛍光顕微鏡法の開発と細胞生物学研究への応用」（2023年度）[57][58]

## 主な著作

### 著書
（共著）
- 合原一幸、岡田康志『「1分子」生物学 ―生命システムの新しい理解』岩波書店、2004年9月、ISBN 4000050508。

（編著）
- 岡田康志 編著『初めてでもできる！超解像イメージング ―STED、PALM、STORM、SIM、顕微鏡システムの選定から撮影のコツと撮像例まで―』羊土社〈実験医学別冊〉、2016年6月、ISBN 978-4-7581-0195-0。
- Nobuhiko Yamamoto and Yasushi Okada Edit. (2020). Single Molecule Microscopy in Neurobiology. Springer. ISBN 978-1-0716-0532-5。

（分担執筆）
- 岡田康志、森泰生、尾藤晴彦「第30章超解像・一分子イメージングによる分子動態の計測」森泰生・尾藤晴彦 編『脳神経化学 脳はいま化学の言葉でどこまで語れるか』化学同人〈DOJIN BIOSCIENCE SERIES〉、2018年4月、ISBN 9784759817263。
- 岡田康志「生きている系の統計力学」パリティ編集委員会 編『物理科学,　この1年 2020』丸善出版、2020年1月、ISBN 9784621304860。
- 高尾大輔、岡田康志「細胞画像のわずかな違いをとらえて分類するAI ― 細胞画像の見分け方をAIに教えてもらおう」、小林徹也、杉村薫、舟橋啓 編『機械学習を生命科学に使う！』羊土社〈実験医学増刊 Vol.38 No.20〉、2020年12月、ISBN 978-4-7581-0391-6。

### 解説
- 「「ナノ」スクリューで体の左右が決まる--脊椎動物初期胚における左右軸決定機構」『ナノ学会会報』第4巻第1号、2005年11月、 39-43頁。
- 「ライブイメージングのための超解像顕微鏡」『光技術コンタクト』第51巻第593号、2013年4月、 4-12頁。
- 「ゲノム編集革命」『現代化学』第521号、2014年8月、 22-27頁。
- 「超解像光学顕微鏡によるイメージング」『パリティ』第28巻第7号、2013年7月、 25-30頁。
- 「ノーベル化学賞 超解像蛍光顕微鏡法の開発」『パリティ』第29巻第12号、2014年12月、 37-39頁。
- 「3色の高輝度発光タンパク質プローブの開発と応用」『生化学』第88巻第5号、2016年、 669-673頁、高井啓との共著。
- 「超解像蛍光顕微鏡法の現状と生体イメージングへの応用」『レーザー研究』第44巻第10号、2016年、643-647頁。
- 「共焦点顕微鏡の光学系を用いた超解像顕微鏡法」『顕微鏡』第52巻第2号、2017年、62-66頁。
- 「超解像蛍光顕微鏡の原理・限界と将来像」『日本結晶学会誌』第65巻第1号、2023年、26-32頁。

### 対談・座談会
- 「「生物物理」刊行60周年記念 連続座談会I 生物物理学を牽引する新技術」『生物物理』第61巻第2号、2021年、111-118頁[注 9]。
- 「特別対談 生命科学×DXで研究が変わる 創造的な活動で未踏の現象解明」『JSTnews』2022年3月、8-11頁。- 高橋恒一との対談。
- 「生きているとは，どういう状態か 現代科学が描く生命像 岡田康志×野地博行」『現代化学』第616号（2022年7月号）、JAN 4910034870721。
- 「非平衡物理学で探る生命現象 沙川貴大×岡田康志」『現代化学』第626号（2023年5月号）、JAN 4910034870530。

### 寄稿・インタビュー
- 「巻/頭/言 遊びをせんとや生れけむ」『生物物理』第57巻第4号、2017年、175頁。
- 「大沢さん追悼：50年先への千里眼（5）生きている系の統計力学」『生物物理』第60巻第3号、2020年、188-189頁。
- 原口結「医師・医療のおしごと大解剖！ ドクターズ・リレー 第3回 東京大学 岡田康志先生」『子供の科学』2022年6月号、2022年、70頁-。

## 主な論文

### 学位論文
- The motility mechanism of the single-headed kinesin motor, KIF1A. 博士論文（乙第17575号）. 東京大学 (2011年10月26日).（和文題名『単頭型キネシンモーターKIF1Aの運動機構』）. NAID 500000567769。

### 代表的な原著論文
- Y. Okada and N. Hirokawa (1999). “A processive single-heated motor; kinesin superfamily protein KIF1A”. Science 283: 1152-1157. PMID 10024239.[4]
- M. Kikkawa, Y. Okada and N. Hirokawa (2000). “15Å resolution model of the monomeric kinesin motor, KIF1A”. Cell 100: 241-252.[4]
- Y. Okada and N. Hirokawa (2000). “Mechanism of the single-headed processivity; Diffusional anchoring between the K-loop of kinesin and the C terminus of tubulin”. Proc. Natl. Acad. Sci. USA 97.[4]
- M. Kikkawa, E. P. Sablin, Y. Okada, R. J. Fletterick and N. Hirokawa (2001). “Switch-based mechanism of kinesin motors”. Nature 411: 439-445.[4]
- Y. Okada, S. Takeda, Y. Tanaka, C.I.B. Juan and N. Hikorawa (2005). “Mechanism of Nodal Flow: A Conserved Symmetry Breaking Event in Left-Right Axis Determination”. Cell 121: 633-644.[39][61]
- T. Nakata, S. Niwa, Y. Okada, F. Perez and N. Hirokawa (2011). “Preferential binding of a kinesin-1 motor to GTP-tubulin-rich microtubules underlies polarized vesicle transport”. The Journal of Cell Biology: 245-255.[39][61]
- H. Yajima, T. Ogura, R. Nitta, Y. Okada, C. Sato and N. Hirokawa (2012). “Conformational changes in tubulin in GMPCPP and GDP-taxol microtubules observed by cryoelectron microscopy”. The Journal of Cell Biology 198: 315-322.[39][61]
- S. Hayashi and Y. Okada (2015). “Ultrafast superresolution fluorescence imaging with spinning disk confocal microscope optics”. Mol. Biol. Cell 26: 1743-1751.[6][7]